# ザンベジア州
ザンベジア州（Zambezia província）は、モザンビーク中部の州である。面積は103,127km2、人口は3,476,484人（2002年）。州都はケリマネ（Quelimane）。

## 地理
内陸部は山岳地帯で、南部のザンベジ川河口付近が平地となっている。北はニアサ州と接する。北部の中心となる町グルエの近郊に、ザンベジア州の最高峰ナムリ山（2419m）がある。北西はマラウイとの国境にミランジェの町があり、国境を挟んだマラウイ側にマラウイ最高峰のムランジュ山（3000m）がそびえる。西はシレ川を挟んでテテ州と接する。州中部の中心となる町モクバをリクンゴ川が流れ、東部はリゴニャ川を挟みナンプーラ州と接している。南部には州都ケリマネがクアクア川に面しており、南西はザンベジ川を挟みソファラ州と接している。南はモザンビーク海峡に臨む。

## 隣接州
- ソファラ州
- テテ州
- 南部州 (マラウイ)
- ニアサ州
- ナンプーラ州

## 地方行政区画
ザンベジア州は以下の16の地域(distrito)と1つの市(cidade)に区分される。北から順に、
- グルエ郡（英語版） (Gurue) - グルエ
- アルト・モロクエ郡（英語版） (Alto Molocue)
- ナマロイ郡（英語版） (Namarroi)
- ミランジェ郡（英語版） (Milange)
- ジレ郡（英語版） (Gile)
- イレ郡（英語版） (Ile)
- ルジェラ郡（英語版） (Lugela)
- ペバネ郡（英語版） (Pebane)
- モクバ郡（英語版） (Mocuba) - モクバ
- モルンバラ郡（英語版） (Morrumbala)
- マガンジャ・ダ・コスタ郡（英語版） (Maganja Da Costa)
- ナマクラ郡（英語版） (Namacurra)
- ニコアダラ郡（英語版） (Nicoadala)
- モペイア郡（英語版） (Mopeia)
- ケリマネ市 (Quelimane cidade)
- イニャッスンジェ郡（英語版） (Inhassunge)
- シンデ郡（英語版） (chinde)

## 住民
ザンベジア州の中部から北部にかけて（モクーバ、グルーエ、アルト・モロークエなど）ではロムウェ族が多く、州都ケリマネの周辺にはシュアボ族が多い。そのほか複数の少数部族がある（クアクア川の南のマカルング族など）。ポルトガル語が公用語ではあるが、現在でもそれぞれの部族が独自の部族語を持つ。

## 歴史
沿岸部にはスワヒリ商人が交易拠点を築いていたが、1498年にヴァスコ・ダ・ガマのインド航路開拓のための船団がケリマネに上陸したのを皮切りに、ポルトガル人の進出が始まった。16 世紀中頃にはポルトガル人がケリマネにおける交易の独占権を確立した。
州の大半の地域はロムウェ族の住む土地であったが、16世紀から17世紀にかけてマラビ帝国の影響下にあった。ザンベジ川に近い州の南部地域ではたびたび川を越えて侵入するモノモタパ王国の攻撃にさらされていた。
ポルトガルの東アフリカ植民地の中でもケリマネからテテにかけてのザンベジ川下流地域は特にポルトガル人の入植が盛んであった。ポルトガル人入植者たちは地元有力者たちと婚姻関係を結ぶなどして権力の地盤を固めた。この地域のポルトガル系の住民はPrazoと呼ばれ、政府から半ば独立した地位を保った。
ザンベジア州ではケリマネから、内陸部の産物（金・象牙・奴隷など）を海外に輸出することが経済活動の主体であった。インド洋地域でフランス植民地のプランテーションが展開されると奴隷の需要が拡大した。さらに、西アフリカの奴隷貿易がナポレオン戦争で阻害されたのをきっかけに、新大陸の商人も東アフリカまで奴隷を買い付けに来るようになった。1875年の奴隷制停止と共にPrazoの特権も停止が決定されるが、その後もこの地域において一定の地位を保ち続けた。
20世紀の初頭、モザンビーク植民地政府に代わって特許会社のザンベジア会社がこの地域の行政を担った。ザンベジア州北部の高地ではグルーエなどを中心に茶、インド洋沿岸地域ではココヤシの大規模なプランテーションが展開された。ケリマネからモクーバにかけては鉄道が敷設された。
1960年前後にモザンビーク北部で独立闘争が開始され、その後西部でも展開された。ザンベジア州では主に西部において、ゲリラ活動が行われた。1974年にポルトガルでカーネーション革命が起こると、新政府は植民地の独立を容認する方針が打ち出されたため、モザンビークのポルトガル系住民に隣国へ逃れる者も少なくなかった。さらに、1975年から1990年まで続いた社会主義体制と1977年から1992年まで続いた内戦によって、ザンベジアを含む国全体の経済が停滞した。州都ケリマネの都市インフラも老朽化が進んだ。